# Charles N. Serhan
Charles N. Serhan (Nueva York, siglo XX) es un médico y bioquímico estadounidense. Es profesor de Anestesia (Bioquímica y Farmacología Molecular) en la Facultad de Medicina de Harvard y profesor de Medicina Oral, Infecciones e Inmunidad en la Facultad de Medicina Dental de Harvard. Serhan es el director del Centro de Terapéutica Experimental y Lesiones por Reperfusión en el Hospital Brigham and Women's.

## Biografía
Charles N. Serhan creció en Brooklyn, Nueva York. Es el mayor de dos hermanos. Su padre, quien se jubiló prematuramente del trabajo en el sector marítimo, es de ascendencia libanesa y su madre, italiana. Durante la secundaria, Serhan aprendió a tocar el vibráfono y lo hizo profesionalmente durante un año antes de ir a la universidad. Aunque amaba la música y fantaseaba con una carrera musical, no le gustaba la vida de músico. Siempre le habían gustado las ciencias y le había ido bien, así que decidió ingresar a la universidad, pero también continuó tocando el vibráfono. Decidió especializarse en ciencias biomédicas.
Serhan realizó sus estudios de grado en la Universidad Estatal de Nueva York en Stony Brook, donde estudió bioquímica e inmunohistoquímica, investigando la separación celular. Michael Heidelberger lo convenció para que cursara un posgrado en la Universidad de Nueva York y trabajara en el laboratorio de Gerald Weissmann. Serhan pasó un verano trabajando con Weissmann en el laboratorio de Biología Marina (Woods Hole). El interés de Weissmann en el papel de los neutrófilos en la inflamación impulsó su investigación doctoral sobre la remodelación de los neutrófilos.
Tras finalizar su doctorado, Serhan aceptó un puesto de científico visitante en el Instituto Karolinska (Estocolmo), bajo la tutela de Bengt Samuelsson. Allí conoció a su futura esposa, Birgitta Schmidt, quien ejerce como dermatopatóloga, también en el Hospital Brigham and Women's. Serhan recibió la influencia de sus mentores Helen M. Korchak, Manfred Karnovsky y Aaron J. Marcus, así como de sus lecturas: El arte de la investigación científica y Hombres como dioses. Michael Heidelberger le aconsejó sobre cómo ser un buen científico y sobre la necesidad de realizar experimentos seguros y arriesgados. Colaboró con James L. Madarain en el estudio de la interacción de los glóbulos blancos con las células epiteliales: intentaba acelerar la cicatrización de heridas. Una enfermedad familiar le dio a Serhan una mayor apreciación del valor de la investigación y avivó su deseo de producir algo con aplicación clínica. Su investigación sobre la interacción de los cristales de urato monosódico y los neutrófilos humanos en las plaquetas condujo al descubrimiento de los compuestos de tetraeno; también continuó su investigación sobre las lipoxinas y su papel en la regulación de la inflamación, así como sobre los canales de comunicación intracelular. Estudió las lipoxinas en la trucha y describió el descubrimiento accidental de la lipoxina de la trucha, analizando el potencial farmacológico de la investigación y la relación entre la ciencia y la tecnología.
Serhan también ha recibido títulos honorarios de la Universidad de Harvard, el University College de Dublín, y el Queen Mary College de la Universidad de Londres.

## Investigación científica
La investigación de Serhan se centra en los Mediadores Especializados Pro-Resolutivos (SPM), que son moléculas que combaten la inflamación en el organismo, derivadas de ácidos grasos esenciales. Mientras trabajaba con Mats Hamberg y Bengt Samuelsson en el Instituto Karolinska, Serhan contribuyó al descubrimiento de la lipoxina, el primero de los SPM en ser dilucidado. Desde este descubrimiento inicial, Serhan ha identificado otros mediadores, como resolvinas, maresinas y protectinas.
Serhan se incorporó al profesorado de la Facultad de Medicina de Harvard en 1987 y dirigió el Centro de Terapéutica Experimental y Lesiones por Reperfusión del Hospital Brigham and Women's (CET&RI). La misión del CET&RI es: «Identificar nuevos mediadores, vías, receptores celulares y dianas que sean cruciales para promover la resolución de la inflamación y las lesiones tisulares por reperfusión, y establecer su relación con las enfermedades humanas».
Serhan sostiene que muchas personas creen que hay incompatibilidad entre ciencia y fe. Pero, en realidad, están alineadas. Aconseja a los jóvenes investigadores que escriban todo. Allí, en sus notas, encontrarán sus descubrimientos, en los errores cometidos y en las hipótesis incorrectas. Si bien, afirma que su inspiración proviene de la oración.

## Premios y honores
Serhan ha recido, entre otrod, los siguientes premios y honores:
- Medalla John Vane del Instituto de Investigación William Harvey (2008).[3][12]
- Premio Ross en Medicina Molecular (2016).[13]
- Premio a la Trayectoria de la Fundación Internacional de Investigación de Eicosanoides (2017).[10]
- Premio Rous-Whipple de la Sociedad Estadounidense de Patología Investigativa (ASIP) (2018).[14]
- Miembro Honorario Vitalicio de la Sociedad de Biología de Leucocitos (2019).[15]
- Serhan pronunció la Conferencia Conmemorativa Hans L. Falk en el Instituto Nacional de Ciencias de la Salud Ambiental (2022).[16]